# Хомберг (Берн)
Хомберг (нем. Homberg BE) — коммуна в Швейцарии, в кантоне Берн.
Входит в состав округа Тун. Население составляет 502 человека (на 31 декабря 2006 года). Официальный код — 931.